# Los Bravos
Los Bravos is een Spaanse rockband.

## Bezetting
- Antonio Matinez (geb. 3 oktober 1945 in Madrid) – (gitaar)
- Manuel Fernandez (geb. 29 september 1943 in Sevilla; † 20 mei 1968) – (elektronisch orgel)
- Miguel Vicens Danus (geb. 21 juni 1944 in Ferrol; † 12 februari 2022) – (e-bas)
- Pablo Gomez Sanllehi (geb. 5 november 1943 in Barcelona) – (drums)
- Michael Kogel (geb. 25 april 1944 in Berlijn) – (zang)

## Geschiedenis
De band werd opgericht in 1965 uit een fusie van de bands Los Sonor en Mike Rat & the Runaways. De stuwende kracht was de in Berlijn geboren Michael Kogel, die reeds in 1962 de soloplaat Sie war ein Mädchen von 17 Jahren / Ein Mädchen nach Maß had opgenomen. In 1964 verscheen hij met zijn band The Fireballs of Michael & the Fireballs in Keulen in het Glaspalast, een beatlokaal in het stadsdeel Ehrenfeld. Daar werd hij opgemerkt door de Keulse muziekproducent Nils Nobach, die de eerste single Der Knüller Mausi Müller / Wir sind eine Dancing Band (1964) produceerde van de band. De A-kant was een Duitstalige coverversie van het nummer Abigail Beacher van Freddy Cannon. Er volgden Mein Geheimnis / Fair Play (1965) en Lass dich gehen / Make Me Happy (1965). In hetzelfde jaar verscheen hij bij de formatie Mike Ratt & the Runaways (met Spaanse groepsleden) op de single Um Um Um Um Um / Ja Da, die live speelde in de Keulse Cascade Beat Club.
De voormalige Electrola-producent Nils Nobach verenigde Michael Kogel in 1966 met de Spaanse band Los Sonor, die toentertijd een zanger zocht. Met de Franse muziekproducent Alain Milhaud reisde de in Los Bravos hernoemde band in april 1966 naar Londen op zoek naar geschikt songmateriaal en een platenlabel. Ze vonden de eerste compositie Black Is Black van het team Tony Hayes/Steve Wadey/Michelle Grainger. Hayes en Wadey bezaten een geluidsstudio in het dorp Hoo bij Rochester, waar een demo-opname van het nummer werd opgenomen. Opmerkelijk is dat Black Is Black werd afgewezen door alle Britse bands. De song werd nog in april 1966 door Ivor Raymonde in Londen geproduceerd, samen met Alain Milhaud. Om vakbondsredenen mocht alleen Kogel zingen, er speelden Britse sessiemuzikanten, waaronder Jimmy Page. Aangezien Kogels stem erg leek op die van Gene Pitney, deden geruchten de ronde, dat Pitney had gezongen in plaats van Kogel. Kenmerkend was de stuwende bas in de song. De single Black Is Black / I Want a Name werd in juni 1966 in het Verenigd Koninkrijk uitgebracht en meer dan een miljoen keer verkocht, mede dankzij de intensieve airplay door de piratenzender Radio Caroline.
Deze partysong werd een wereldhit met een 2e plaats in de Britse hitlijst en een 4e plaats in de Duitse en Amerikaanse hitlijsten. Een tweede hit hadden ze met de soortgelijk geproduceerde titel I Don't Care. In 1967 overschaduwde de zelfmoord van organist Manuel Fernandez de verdere ontwikkeling van de band. In 1968 verliet Michael Kogel wegens een solocarrière onder het pseudoniem Mike Kennedy de band. Hij werd vervangen door achtereenvolgens Bob Wright en Anthony Anderson. In 1975 vervoegde Kogel zich weer bij Los Bravos. Tegenwoordig spelen ze nog steeds op oldie-festivals.

## Discografie

### Albums
- 1966: Los Bravos
- 1967: Los chicos con las chicas
- 1968: Dame un poco de amor
- 1969: Ilustrísimos Bravos
- 1986: Los Bravos Forever

### NPO Radio 2 Top 2000
| Nummer met noteringen in de NPO Radio 2 Top 2000 | '99  | '00  | '01  | '02 | '03  | '04  | '05  | '06  | '07  | '08  |
| ------------------------------------------------ | ---- | ---- | ---- | --- | ---- | ---- | ---- | ---- | ---- | ---- |
| Black Is Black                                   | 1427 | 1545 | 1701 | -   | 1730 | 1896 | 1761 | 1906 | 1971 | 1788 |

1. ↑  Een '-' betekent dat het nummer niet was genoteerd en een vetgedrukt getal geeft de hoogste notering aan.
2. ↑  Deze tabel is bijgewerkt tot en met de laatste editie (2024).

- Biblioteca Nacional de España: XX254845
- Bibliothèque nationale de France: cb13933890g (data)
- Gemeinsame Normdatei: 16040954-8
- International Standard Name Identifier: 0000 0001 1954 4321
- MusicBrainz: 78357965-ea3e-409b-90e7-8c0dfb116288
- Virtual International Authority File: 120704176